# Divertikulose

Divertikulose

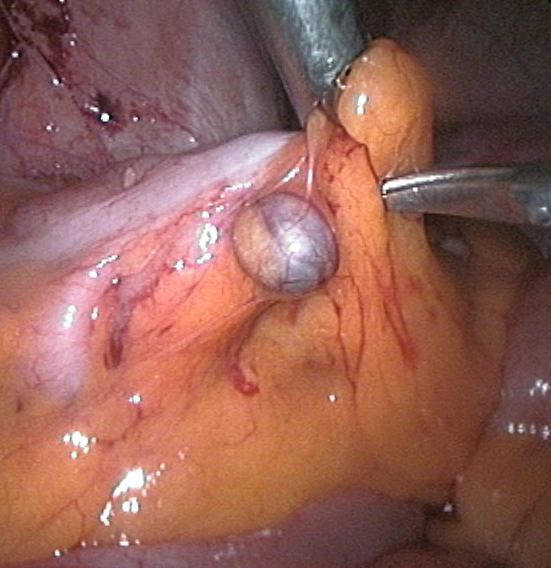
laparoskopische Sicht auf ein Divertikel des Colon sigmoideum

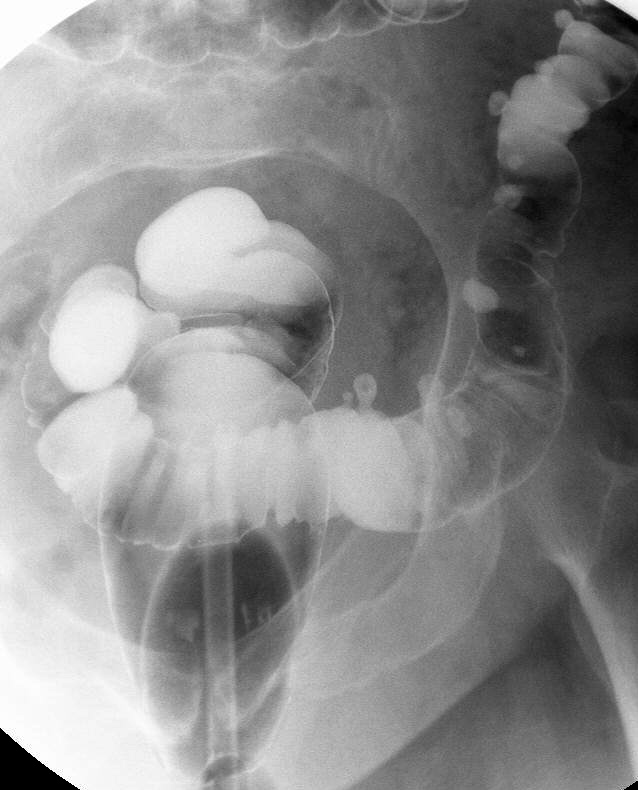
Divertikel im Kontrasteinlauf

Die Divertikulose ist eine Veränderung des Dickdarms in Form von kleinen Ausstülpungen der Darmwand. Bei diesen Ausstülpungen wird von falschen Divertikeln gesprochen. Falsch werden sie genannt, da hier im Gegensatz zu den echten Divertikeln nur die Schleimhaut und nicht die ganze Darmwand ausgestülpt wird.
Die Divertikulose ist weit verbreitet. Die meisten Betroffenen sind völlig symptomfrei. Häufig wird sie als Nebenbefund bei einer Darmuntersuchung (Koloskopie) bei älteren Menschen gefunden. Solange eine Divertikulose keine Beschwerden verursacht, ist keine Behandlung notwendig. Eine Umstellung der Nahrung auf eine ballaststoffreichere Kost wird empfohlen. Treten jedoch Komplikationen wie Entzündungen, Divertikulitis genannt, oder Blutungen auf, wird eine Behandlung notwendig. Insbesondere bei wiederholtem Auftreten solcher Entzündungen der Divertikel wird eine chirurgische Entfernung des betroffenen Darmteiles empfohlen.

## Ursachen
Die genaue Ursache der Divertikulose ist noch ungeklärt. Möglicherweise spielt die Konsistenz des Stuhls (insbesondere harter Stuhl) infolge einer ballaststoffarmen Kost eine Rolle, wenn dadurch der Dickdarm gezwungen wird, bei der Passage des Stuhls mehr Druck aufzuwenden. Dieser erhöhte Druck könnte die Aussackungen in der Wand des Dickdarms verursachen. Die meisten Divertikel befinden sich im letzten Teil des Dickdarms, dem Sigma.

## Diagnostik
Die Diagnose wird entweder endoskopisch oder häufig als Zufallsbefund im Rahmen einer Computertomografie des Abdomens gestellt.

## Vorbeugung
Ob man der Divertikelkrankheit vorbeugen kann, ist nicht gesichert. Eine Nahrungsumstellung wird allgemein empfohlen. Dabei sollte der Anteil faserreicher/ballaststoffreicher, nicht blähender Lebensmittel gesteigert werden. Dadurch wird der Stuhl weicher und kann den Darm leichter passieren. Es gibt allerdings eine Studie, laut der Ballaststoffe das Risiko erhöhen. Sollten wiederholt Entzündungen oder Engstellen auftreten, wird der Arzt u. U. eine Operation empfehlen, um den von der Krankheit betroffenen Teil des Dickdarms zu entfernen.
Laut einer prospektiven Beobachtungsstudie im Britischen Ärzteblatt (BMJ 2011; 343: d4131) erwies sich vegetarische Ernährung als – statistisch signifikant – protektiv sogar unabhängig von einer ballaststoffreichen Ernährung. Zugrunde lag eine Analyse der Oxford-Kohorte der EPIC-Studie mit einer Grundgesamtheit von 47.000 Teilnehmern. Bei dieser Alterskohorte kam es innerhalb von 11,6 Jahren Nachbeobachtungszeit zu 812 stationären Krankenhausaufnahmen wegen Divertikulitis, darunter waren sechs Todesfälle. Die Epidemiologin Francesca Crowe von der Oxford University wies nicht nur – wie schon aus der früheren "Health professionals follow-up"-Studie bekannt  und erwartet – einen inversen Zusammenhang mit dem Fasergehalt des Gegessenen nach. Sie fand zudem, dass Vegetarier zu 31 Prozent seltener an einer schweren Divertikulitis litten als Fleischesser (RR 0,69; 0,55–0,86).

## Behandlungsmethoden
Patienten mit Divertikulose haben in der Regel keine Beschwerden und benötigen dann auch keine Behandlung. Eine ballaststoffreiche Nahrung mit reichlich Flüssigkeit wird empfohlen. 
Ernährungstherapeutisch sinnvoll ist der Einsatz von Kleie, z. B. Weizenkleie. Vergleichende Untersuchungen haben gezeigt, dass Kleiepartikel von mehr als 1 mm Durchmesser die beste Wirkung erzielen.
Eine Behandlung ist nur beim Auftreten einer Divertikulitis notwendig.